# Weißlippenpython
Der Weißlippenpython (Leiopython albertisii, Syn.: Bothrochilus albertisii), in Abgrenzung zum Südlichen Weißlippenpython (Leiopython fredparkeri) auch Nördlicher Weißlippenpython genannt, ist eine Art der Gattung Leiopython aus der Familie der Pythons. Derzeit sind keine Unterarten anerkannt. Die Art wurde zu Ehren Luigi Maria d’Albertis benannt. Während früher der Weißlippenpython die einzige Art der Gattung Leiopython war, die damit monotypisch war, werden nach Untersuchungen von Hoser 2000 sowie Schleip und O’Shea 2010 fünf weitere Arten in die Gattung Leiopython gestellt.

## Beschreibung
Der Weißlippenpython erreicht bis zu drei Meter Länge und hat eine mittel- bis dunkelbraune Körperfärbung ohne Musterung, Kehle und Bauch sind hellgrau oder gelblich. Der Kopf ist lang und deutlich vom schlanken Rumpf abgesetzt, schwarzbraun bis schwarz gefärbt und hat auffällige weiße Ober- und Unterlippenschilde mit schwarzen Vorderkanten. Beim Nördlichen Weißlippenpython findet sich häufig ein weißlicher Fleck hinter dem Auge. Der ganze Körper ist stark irisierend, das heißt aus einem bestimmten Winkel betrachtet schimmert die Haut ähnlich wie ein Regenbogen.
Hinter den beiden Internasalschilden liegen zwei langgestreckte Präfrontalschilde und ein großer Frontalschild, an den ein Paar Parietalschilde anschließen. Diese paarigen Parietalschilde unterscheiden den Nördlichen Weißlippenpython vom Südlichen Weißlippenpython.
Das Auge ist umgeben von einem Präocular-, einem großen Supraocular- und drei bis vier Postocularschilden und grenzt an den fünften bis siebten der 12 bis 14 Supralabialschilde. Die Infralabialschilde zählen 14 bis 18. Die Rumpfmitte weist 44 bis 55 Reihen glatter Schuppen auf, der Bauch 259 bis 283 Ventral- und 62 bis 72 paarige Subcaudalschilde sowie einen ungeteilten Analschild.

## Verbreitung
Der Weißlippenpython findet sich auf Neuguinea (unterhalb 1200 Metern), inklusive der Inseln Salawati und Biak, auf Normanby, Mussau und auf einer Reihe von Inseln in der Torres-Straße.
Die Art lebt vorwiegend am Boden in Regenwäldern und Marschland, normalerweise in der Nähe von Wasser, welches bei Störung als Zuflucht genutzt wird.

## Lebensweise
Der Weißlippenpython ernährt sich vorwiegend von kleinen bis mittelgroßen Säugern, Vögeln und Reptilien.
Die Weibchen legen etwa ein Dutzend Eier in einem kompakten Haufen. Die Gelege werden, wie auch bei anderen Python-Arten, vom Muttertier bewacht. Nach etwa 57–79 Tagen schlüpfen die Jungen, welche zu diesem Zeitpunkt eine Länge von etwa 35–40 Zentimetern aufweisen.